# ザ・レビューIV
『ザ・レビューIV』は宝塚歌劇団の舞台作品。本作品は『ザ・レビュー'99』の改題。花組・中日劇場公演。形式名は「グランド・レビュー」。24場。
公演期間は2000年2月2日から2月21日まで。構成・演出は岡田敬二。併演作品は『タンゴ・アルゼンチーノ』。

## 主な配役
- レビューの歌手S1、タンゴの男S、歌手S、フランツ、フレッド、夢人、フェニックスの男S、アマポーラの紳士、パレードの歌手S1 - 愛華みれ[2]
- レビューの歌手女S、タンゴの女S、歌手S、エカテリーナ、リンダ、白い鳥、フェニックスの女S、アマポーラの淑女、パレードの歌手女S - 大鳥れい[2]
- レビューの歌手S2、歌手S、紳士S、クリス、イーグルA、ジゴロS、パレードの歌手S2 - 匠ひびき[2]
- レ・ガールスS、歌手、パレードの歌手 - 渚あき[2]
- シャルマンS、歌手、紳士A、歌う幻の鳥、パレードの歌手S3 - 伊織直加[2]
- タンゴの男、ゴールド・ディガーズS、紳士A、パレードの歌手 - 楓沙樹[2]
- フォーシャルマン、ストローハットの青年、踊る幻の鳥、パレードの歌手 - 眉月凰[2]
- タンゴの男、歌う青年、愛の鳥、パレードの歌手 - 水夏希[2]
- タンゴの男、ストローハットの青年 - 蘭寿とむ[2]